# Loueuse
Loueuse je francouzská obec v departementu Oise v regionu Hauts-de-France. V roce 2012 zde žilo 145 obyvatel.

## Sousední obce
Ernemont-Boutavent, Escames, Morvillers, Mureaumont, Omécourt, Saint-Deniscourt, Songeons

## Vývoj počtu obyvatel
Počet obyvatel 